# Lukavice (okres Rychnov nad Kněžnou)
Lukavice (německy Lukawitz) je obec, která se nachází v podhůří Orlických hor v okrese Rychnov nad Kněžnou v Královéhradeckém kraji. Žije zde 649 obyvatel. Obcí Lukavice protéká řeka Kněžná a Červený potok. Obec je vzdálena dvacet kilometrů od polských hranic. Nejvyšší bod je v nadmořské výšce 530 metrů.

## Historie
První písemná zmínka o vesnici pochází z roku 1364.

## Obyvatelstvo
| Rok            | 1869  | 1880  | 1890  | 1900  | 1910  | 1921 | 1930 | 1950 | 1961 | 1970 | 1980 | 1991 | 2001 | 2011 | 2021 |
| -------------- | ----- | ----- | ----- | ----- | ----- | ---- | ---- | ---- | ---- | ---- | ---- | ---- | ---- | ---- | ---- |
| Počet obyvatel | 1 170 | 1 096 | 1 115 | 1 097 | 1 050 | 971  | 897  | 659  | 622  | 609  | 524  | 471  | 518  | 601  | 613  |
| Počet domů     | 173   | 177   | 179   | 181   | 182   | 183  | 200  | 203  | 185  | 172  | 145  | 161  | 179  | 206  | 220  |

## Obecní správa
Mezi lety 1850–1980 byla Lukavice obcí v okrese Rychnov nad Kněžnou (v letech 1850–1890 okres Rychnov). Od 1. ledna 1981 do 23. listopadu 1990 patřil jako část města k Rychnovu nad Kněžnou a od 24. listopadu 1990 je opět samostatnou obcí.

### Obecní symboly
Znak a vlajka byly obci uděleny rozhodnutím předsedkyně Poslanecké sněmovny Parlamentu České republiky dne 24. února 2011.

## Pamětihodnosti
- Kostel Nanebevzetí Panny Marie
- Fara
- Myslivecká chata